# ورهاوتش
ورهاوتش (به چکی: Vrhaveč) یک منطقهٔ مسکونی در جمهوری چک است که در شهرستان کلاتووی واقع شده‌است.
 ورهاوتش ۱۲٫۱ کیلومتر مربع مساحت و ۸۶۱ نفر جمعیت دارد و ۴۲۷ متر بالاتر از سطح دریا واقع شده‌است.